# Acronychia foveata
Acronychia foveata är en vinruteväxtart som beskrevs av  T.G. Hartley. Acronychia foveata ingår i släktet Acronychia och familjen vinruteväxter. Inga underarter finns listade i Catalogue of Life.